# Petzenhausen (Weil)
Petzenhausen ist ein Ortsteil der Gemeinde Weil im oberbayerischen Landkreis Landsberg am Lech.

## Geografie
Das Pfarrdorf Petzenhausen liegt etwa einen Kilometer östlich von Weil, am westlichen Ortsrand fließt der Verlorene Bach, wie der Oberlauf der Friedberger Ach genannt wird, vorbei.

## Geschichte
Der Ortsname wurde ursprünglich Bezen geschrieben, was darauf hindeutet., dass am Ort als Haupterwerb die Schafzucht in den Bachauen betrieben wurde. Der Bedds oder Betz ist noch heute in den östfränkischen Dialekten ein Synonym für das Schaf. Die Endung des Ortsnamens lässt auf eine Besiedelung im 6. Jahrhundert schließen. Im Jahr 1270 wurde Petzenhausen im Landsberger Urbar als Bestandteil der Vogtei des Klosters Wessobrunn aufgeführt.
Im Jahr 1552 wurden in dem Pfarrdorf 35 Anwesen genannt, bedeutendster Grundherr war das Kloster Wessobrunn mit 22 Anwesen. Ebenso 1761, dem Kloster Wessobrunn sind 30 der nun 43 Anwesen grundbar.
Das bayerische Urkataster zeigt das Dorf Bezenhausen in den 1810er Jahren mit 24 Herdstellen, der Kirche und ihrem Gottesacker.
Nach der Säkularisation wurde im Zuge der Gemeindeedikte von 1818 die Gemeinde Petzenhausen im Landgericht Landsberg neu gebildet.
Durch die Gebietsreform in Bayern wurde Petzenhausen am 1. Januar 1972 schließlich nach Weil eingemeindet.

## Sehenswürdigkeiten
In Petzenhausen befinden sich die katholische Pfarrkirche St. Petrus und Paulus, sowie die katholische Filialkirche Unsere Liebe Frau.
Siehe auch: Liste der Baudenkmäler in Petzenhausen